# Laura del Rosario Loira
Laura del Rosario Loira, conocida deportivamente como Pipi (Bueu, España, 19 de abril de 1999) es una jugadora española de fútbol sala. Juega de ala-cierre y su equipo actual es el Valdetires Ferrol de la Primera División de fútbol sala femenino de España.

## Trayectoria
Comenzó a jugando con 6 años en Bueu y cuando cumplió 12 años se fue al Poio Pescamar. En la temporada 2015-16 debutó en primera división con el Poio Pescamar. Al siguiente año se marchó a jugar con el O Pirata Moaña en la segunda división. En la temporada 2017-18 ficha por el AD Alcorcón FSF permaneciendo tres temporadas, en la temporada 2020-21 ficha por el CD Leganés FS. En la temporada 2022-23 vuelve a Galicia y ficha por el Valdetires Ferrol.
También ha jugado con las selecciones de gallega sub-17 y sub-21, y con la sub-21 madrileña.

## Estadísticas
Clubes
 Actualizado al último partido jugado el 12 de junio de 2022.
| Club | Div.          | Temporada     | Liga  | Liga  | Liga       | Liga      | Copas nacionales(1) | Copas nacionales(1) | Copas nacionales(1) | Copas nacionales(1) | Torneos internacionales(2) | Torneos internacionales(2) | Torneos internacionales(2) | Torneos internacionales(2) | Total(3) | Total(3) | Total(3)   | Total(3)  |
| Club | Div.          | Temporada     | Part. | Goles | Amonestado | Expulsado | Part.               | Goles               | Amonestado          | Expulsado           | Part.                      | Goles                      | Amonestado                 | Expulsado                  | Part.    | Goles    | Amonestado | Expulsado |
| --- | ------------- | ------------- | ----- | ----- | ---------- | --------- | ------------------- | ------------------- | ------------------- | ------------------- | -------------------------- | -------------------------- | -------------------------- | -------------------------- | -------- | -------- | ---------- | --------- |
| Poio Pescamar · España |               |               |       |       |            |           |                     |                     |                     |                     |                            |                            |                            |                            |          |          |            |           |
| 1.ª |               |               |       |       |            |           |                     |                     |                     |                     |                            |                            |                            |                            |          |          |            |           |
| 2015-16 | 21            | 2             | 1     | 0     | -          | -         | -                   | -                   | -                   | -                   | -                          | -                          | 21                         | 2                          | 1        | 0        |            |           |
| Total club | Total club    | 21            | 2     | 1     | 0          | -         | -                   | -                   | -                   | -                   | -                          | -                          | -                          | 21                         | 2        | 1        | 0          |           |
| O Pirata · España |               |               |       |       |            |           |                     |                     |                     |                     |                            |                            |                            |                            |          |          |            |           |
| 2.ª |               |               |       |       |            |           |                     |                     |                     |                     |                            |                            |                            |                            |          |          |            |           |
| 2016-17 |               | -             | -     | -     | -          | -         | -                   | -                   | -                   | -                   | -                          | -                          |                            | -                          | -        | -        |            |           |
| Total club | Total club    | -             | -     | -     | -          | -         | -                   | -                   | -                   | -                   | -                          | -                          | -                          | -                          | -        | -        | -          |           |
| AD Alcorcón FSF · España |               |               |       |       |            |           |                     |                     |                     |                     |                            |                            |                            |                            |          |          |            |           |
| 1.ª |               |               |       |       |            |           |                     |                     |                     |                     |                            |                            |                            |                            |          |          |            |           |
| 2017-18 | 23            | 4             | 1     | 0     | 0          | 0         | 0                   | 0                   | -                   | -                   | -                          | -                          | 23                         | 4                          | 1        | 0        |            |           |
| 2018-19 | 27            | 4             | 1     | 0     | 2          | 0         | 1                   | 0                   | -                   | -                   | -                          | -                          | 29                         | 4                          | 2        | 0        |            |           |
| 2019-20 | 22            | 1             | 0     | 0     | 3          | 0         | 0                   | 0                   | -                   | -                   | -                          | -                          | 25                         | 1                          | 0        | 0        |            |           |
| Total club | Total club    | 72            | 9     | 2     | 0          | 5         | 0                   | 1                   | 0                   | -                   | -                          | -                          | -                          | 77                         | 9        | 3        | 0          |           |
| CD Leganés FS · España |               |               |       |       |            |           |                     |                     |                     |                     |                            |                            |                            |                            |          |          |            |           |
| 1.ª |               |               |       |       |            |           |                     |                     |                     |                     |                            |                            |                            |                            |          |          |            |           |
| 2020-21 | 25            | 6             | 3     | 0     | 2          | 0         | 0                   | 0                   | -                   | -                   | -                          | -                          | 27                         | 6                          | 3        | 0        |            |           |
| 2021-22 | 26            | 2             | 3     | 0     | 2          | 0         | 0                   | 0                   | -                   | -                   | -                          | -                          | 28                         | 2                          | 3        | 0        |            |           |
| Total club | Total club    | 51            | 8     | 6     | 0          | 4         | 0                   | 0                   | 0                   | -                   | -                          | -                          | -                          | 55                         | 8        | 6        | 0          |           |
| Total carrera | Total carrera | Total carrera | 144   | 19    | 9          | 0         | 9                   | 0                   | 1                   | 0                   | -                          | -                          | -                          | -                          | 153      | 19       | 10         | 0         |
| (1) Incluye datos de Copa de España / Supercopa de España. (2) Incluye datos de Campeonato de Europa de Clubes. (3) No incluye datos de partidos amistosos. |               |               |       |       |            |           |                     |                     |                     |                     |                            |                            |                            |                            |          |          |            |           |

## Palmarés y distinciones
- Campeona de España de clubes con el Poio cadete: 3

2012-13, 2013-14 y 2014-15.
- Campeona de España con la selección gallega sub-17

2016
- Campeona de España universitaria: 2

2019 y 2021.